# One Blackfriars
One Blackfriars je obytná výšková budova stojící v londýnské čtvrti Bankside. Mrakodrap má 50 podlaží a jeho výška dosahuje 166,3 m. Stavba probíhala mezi lety 2013 a 2019, ale první návrhy pocházejí z roku 2005. Nachází se na adrese 1 Blackfriars Road, blízko jižního břehu řeky Temže. Neformálně je mrakodrap kvůli svému specifickému tvaru známý jako The Vase nebo The Boomerang.
Investorem byla původně Beetham Organisation a následně Berkeley Group. Budovu navrhla skupina architektů SimpsonHaugh & Partners kolem Iana Simpsona, která pro Beetham Organisation navrhla také mrakodrap Beetham Tower v Manchesteru.

## Historie
Na pozemku, kde stojí mrakodrap, se původně nacházelo ředitelství společnosti Sainsbury's. Budovy „Stamford House“ a „Drury House“, které společnosti sloužily, byly od 90. let považovány za zastaralé. V roce 2003 byly vyklizeny a následně zdemolovány, čímž vznikl prázdný pozemek.
První návrhy z roku 2005 počítaly s věží o 68 patrech a 225 metrech výšky. Investorem byla společnost Beetham Organisation, která pozemek zakoupila za 48 milionů liber. Poté, co se objevily obavy, jak vysoký mrakodrap ovlivní vzhled svého okolí a chráněné výhledy na katedrálu svatého Pavla ze St. James's Parku, byla budova zmenšena asi o padesát metrů na 180 m. V návrhu hrála významnou roli veřejně přístupná vyhlídková plošina zabírající několik pater na samotném vrcholku mrakodrapu. Podle zveřejněných odhadů měla vyhlídka přilákat až 800 000 návštěvníků ročně. Byla podepsána dohoda, že dubajský řetězec Jumeirah Group v budově zřídí hotel. Hotel o 261 pokojích měl zabírat nižší polovinu věže. Plánovalo se, že hotel (spolu s celou budovou) bude v provozu pro letní olympijské hry 2012 pořádané v Londýně, což se nepovedlo.
Navzdory námitkám ze strany English Heritage, správy královských parků, rady obvodů Lambeth a City of Westminster a místních obyvatel byl návrh v červenci 2007 schválen radou obvodu Southwark. V roce 2009 došlo k přezkoumání návrhu ze strany ministerstva pro bydlení a komunity, které ovšem schválení mrakodrapu potvrdilo.
Po světové finanční krizi v roce 2008 se společnost Beetham potýkala s finančními potížemi a roku 2010 se dostala do insolvence. Pozemek o ceně až 85 milionů liber následně zakoupila společnost St. George, dceřiná společnost britské realitní skupiny Berkeley Group, s úmyslem vystavět mrakodrap podle původního návrhu s drobnými změnami.
V říjnu 2012 byl schválen upravený záměr výstavby mrakodrapu o 50 patrech, společně s šestipatrovou budovou na sousední Rennie Street a další nižší stavbou. Mezi budovami v návrhu figuroval veřejný prostor s vodními prvky a stromy o rozloze 641 m². Plánovaná vyhlídka v nejvyšším patře byla z návrhu odstraněna a nahradil ji menší salónek ve 32. podlaží, který bude místním obyvatelům a firmám za poplatek k dispozici k pronájmu. Také bylo rozhodnuto přesunout plánovaný hotel do sousední budovy a samotnému mrakodrapu dát především rezidenční využití. Projekt se celkově týkal dlouhodobě nezastavěného pozemku o rozloze 0,67 ha, který si dal za cíl revitalizovat. Projekt neobsahoval žádné cenově dostupné bydlení, třebaže původní návrh s ním počítal. Místo toho developer zaplatil místní samosprávě poplatek ve výši 29 milionů liber, který měl být použit na výstavbu sociálního bydlení v okolí.

### Výstavba

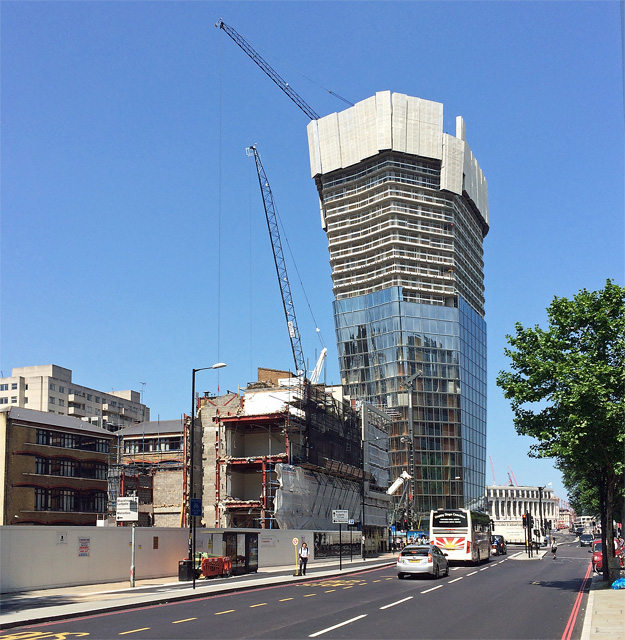
Průběh stavby mrakodrapu v roce 2016

Stavba byla zahájena v říjnu 2013 za přítomnosti architekta Iana Simpsona. Budování měla na starost stavební firma Multiplex. Začalo se vyhloubením základů a suterénu o hloubce 18 metrů. Základy byly hotovy v roce 2015. Na samotnou základovou desku, jejíž odlití trvalo 24 hodin, se použilo přes 3 200 m³ betonu. V polovině roku 2015 byla stavba v plném proudu a stavebníci pracovali na druhém patře. Mnohé stavební díly byly prefabrikovány mimo staveniště a následně instalovány pomocí jeřábů. Modulární přístup minimalizoval rušení okolí a urychlil výstavbu. V roce 2017 dosáhla stavební firma nejvyšších pater a probíhalo také vybavování jednotlivých podlaží, ve kterých vznikaly apartmány. Mrakodrap byl dokončen na konci roku 2018.

## Popis

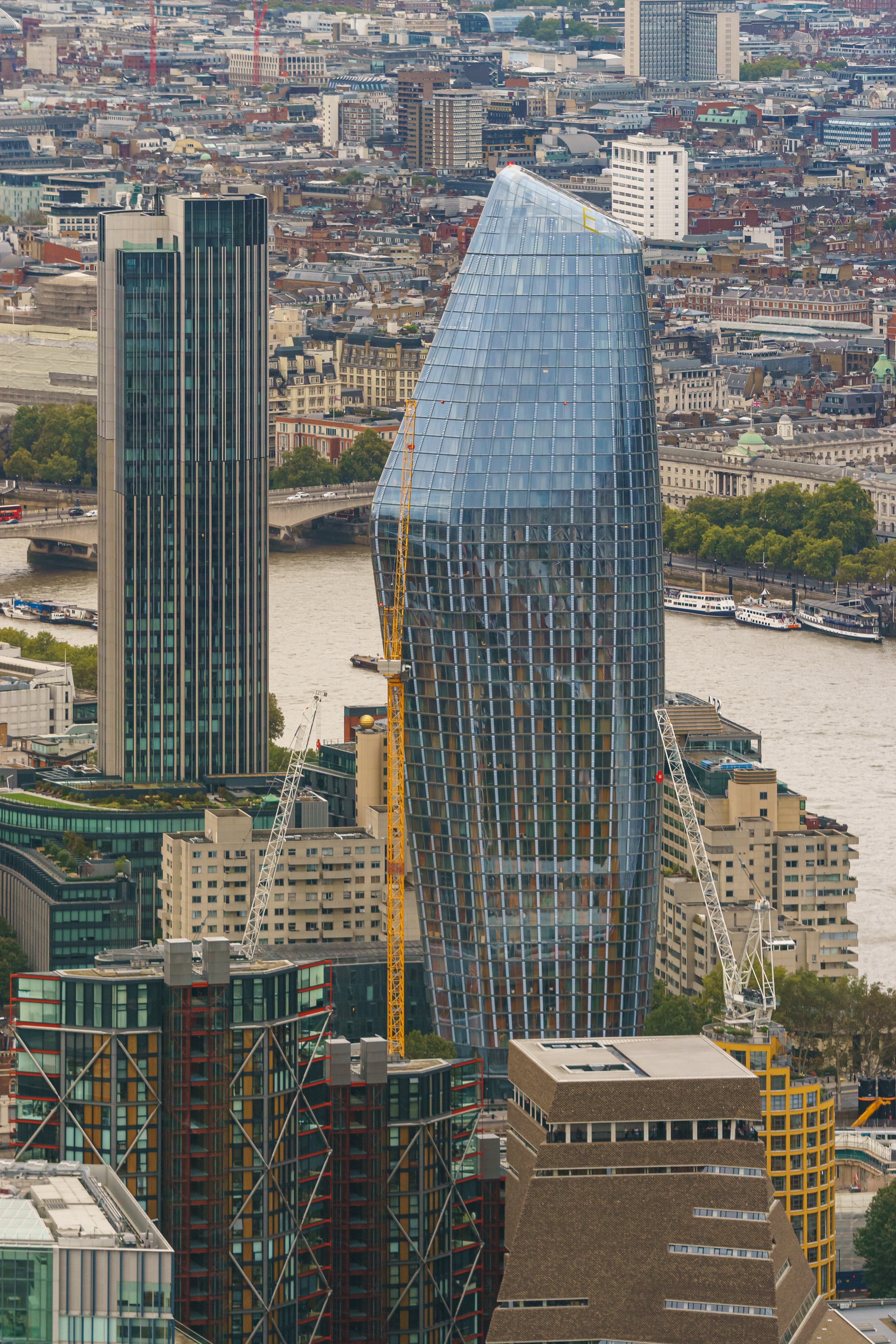
Pohled z mrakodrapu The Shard

Mrakodrap je vysoký 166,3 m. Má 50 nadzemních a tři podzemní podlaží. Konstrukci věže tvoří betonové jádro. Celkem bylo při stavbě využito 57 000 tun betonu.
Fasáda budovy je prosklená a má dvě vrstvy. Sklo pro stavbu dodala společnost Guardian Glass. Vnější vrstva se skládá z více než 5400 panelů skla. Celkem je na obě vrstvy použito 9126 panelů. Navzdory zakřivenému vzhledu je asi 70 % panelů rovných. Skleněná fasáda je navržena tak, aby vydržela tlak větru až 2000 Pa, což je čtyřikrát více, než běžné zasklení. Panely vnitřní vrstvy mají více barev. V nižších patrech je sklo zabarveno do zemitých barev, zatímco výše nabývá stříbrných odstínů. Prostor mezi oběma vrstvami slouží obyvatelům budovy jako zimní zahrada. Jak věž stoupá, její průřez se postupně rozšiřuje. Největší šířky dosahuje na úrovni 32. podlaží, kde se nachází vyhlídkový salonek, a poté se zpět zužuje. Podle architekta budovy Iana Simpsona design inspiroval svou vázou Lansetti II z roku 1952 finský umělec Timo Sarpaneva.

### Využití budovy

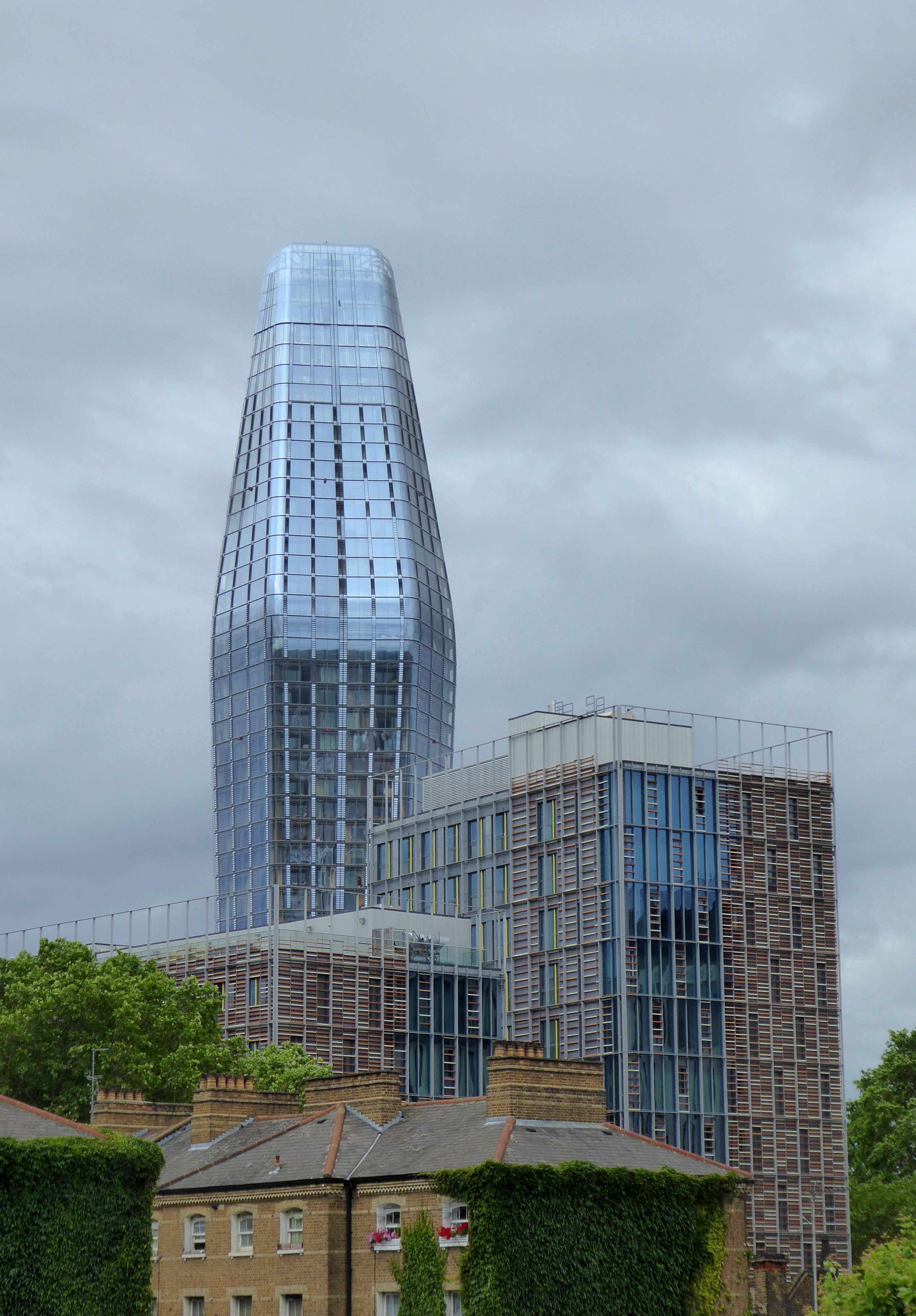
Mrakodrap od nádraží Waterloo East

V budově se nachází 274 bytů. Podle plánů z roku 2012 se konkrétně jedná o 13 studiových apartmánů, 78 jednopokojových, 120 dvoupokojových, 56 třípokojových a 6 čtyřpokojových bytů. Nejvyšších pět pater pak zabírá luxusní penthouse s podlahovou plochou přes 1500 m².
Kromě samotného mrakodrapu blok tvoří dvě další stavby, které společně obklopují veřejné prostranství se stromy. Nižší šestipatrovou stavbu v sousedství mrakodrapu zabírá hotel s kapacitou 161 pokojů. V druhé čtyřpatrové budově se nachází volnočasové zařízení určené pro obyvatele: obchody, restaurace, plavecký bazén, lázně, tělocvična a kino.
Ceny luxusních bytů v budově One Blackfriars byly kritizovány za svou vysokou cenu. Terčem kritiky se stala reklama z roku 2015, která luxusní bydlení prezentovala. Reklama byla veřejností označena za sexistickou, a nakonec musela být stažena.

### Udržitelnost
Mrakodrap byl navržen s ohledem na životní prostředí. Budova byla postavena za využití udržitelných materiálů. Dvouvrstvá skleněná fasáda pomáhá zadržovat teplo a udržovat vnitřek chladný. Byty jsou vybaveny klimatizací s rekuperací tepla, která zajišťuje kontinuální výměnu vzduchu a snižuje energetickou náročnost. Je zde instalován systém na zadržování dešťové vody. Kogenerační jednotka zásobuje komplex (včetně plaveckého bazénu) teplou vodou a osvětlení je realizováno pomocí LED technologie.
Na střechách hotelu a obchodních prostor jsou instalovány zelené střechy, které podporují biodiverzitu a zlepšují mikroklima v městském prostředí. Na střeše nižší budovy s hotelem jsou umístěny solární panely. Budova s hotelem získala certifikaci BREEAM na úrovni „Very Good“. Rezidenční část byla hodnocena úrovní 4 v rámci britského standardu „Code for Sustainable Homes“.

## Doprava
Mrakodrap se nachází ve čtvrti Bankside v obvodu Southwark. Stojí velmi blízko jižního břehu řeky Temže, nedaleko mostů Blackfriars Bridge a Blackfriars Railway Bridge. Lokalita je dobře dopravně dostupná. Nejbližší stanicí metra je Southwark na Jubilee Line nebo Blackfriars na Circle Line a District Line, která leží na opačné straně řeky. Ve stanici Blackfriars je dále možné využít železniční spojení Thameslink. V okolí budovy se nachází celá řada autobusových zastávek. Obyvatelům budovy slouží soukromé podzemní parkoviště. Návrh z roku 2012 počítal se 194 parkovacími místy. V podzemí je také k dispozici parkoviště pro jízdní kola, v roce 2012 se počítalo s prostorem pro 340 bicyklů.